# (20472) Mollypettit
(20472) Mollypettit (1999 NL7) – planetoida z pasa głównego asteroid okrążająca Słońce w ciągu 3,73 lat w średniej odległości 2,41 j.a. Odkryta 13 lipca 1999 roku.